# 含利門
含利門（がんりもん）は、大内裏豊楽院十九門のひとつである。

## 概要
延英堂の北廊の廂門である。一部の図版には、延英堂の北廊を築地とするものがあるが、それは後世の簡略されたた制を描いたものである。もとは北廊があり、観徳堂の南廊に接し、その中間に含利門があった。また一部図版に北廊の門を開明門とするものもあるがこれもまた誤りである。